# 李春岩
李 春岩（李春巖、リ・チュナム、리춘암/イ・チュナム、이춘암）は、日本統治時代の朝鮮の独立運動家。本名は李範奭。別名は李欽、潘海亮。

## 経歴
1905年12月28日、黄海道鳳山郡沙院面に生まれる。義烈団に入団し、1926年11月、中国広東省東山で開催された義烈団大会で中央執行委員候補に選出された。当時、闘争路線に限界を感じた義烈団は大衆闘争に転換しており、団員は正規の軍事教育を受けるため黄埔軍官学校に入学することに議決した。
1929年2月、黄埔軍官学校第6期歩兵科卒業。
1935年4月から9月まで朝鮮革命軍事政治幹部学校第3期政治教官。自らの特務工作経験、ソ連関連資料、藍衣社教官の講義資料を総合・編集した「情報学概論（情報學槪論、정보학 개론）」を作成し、教材として使用した。
同年7月、民族革命党が結成されると、民族革命党検査局の情報工作員養成責任者となり、翌1936年2月に中央委員兼特務部長を務め、中国、満州、朝鮮各地に隊員を派遣して情報収集、暗殺、破壊活動を指導し、同時期に民族革命党の「特務工作要項」を作成した。また同年5月、民族革命党華南支部組織責任者。
その間、1935年9月11日、陸軍歩兵上尉。また1936年3月26日、陸軍憲兵上尉に転科し、南京憲兵司令部首都郵電検査所に勤務。日中戦争の勃発後、中国政府が南京から撤退するまで同地で勤務しながら、藍衣社と義烈団の連絡、朝鮮革命軍事政治幹部学校の学生の募集活動や応募者の身元確認、南京市内の義烈団の拠点と隠れ家の運営、朝鮮革命軍事政治幹部学校訓練生の郵便物保安検査、金九など独立運動家の連絡と身辺保護、義烈団の秘密通信処の役割を果たした。
1937年12月、朝鮮民族戦線同盟経済部長。
1938年10月、朝鮮義勇隊の結成に参加し、1940年2月に人事主任。1941年、朝鮮義勇隊第1、3混成支隊副支隊長として部隊を率いて華北に移動。
1942年7月、朝鮮独立同盟が結成されると本部執行委員に選出された。
1943年8月、朝鮮独立同盟延安支部盟員及び中央執行委員として活動。
1945年12月、帰国。
1946年8月、朝鮮労働党創立大会で中央委員に選出。以後、黄海道保安部長兼黄海道党副委員長が最後に確認された経歴であり、1950年代後半に粛清されたものと推測される。